# 渋谷警察署

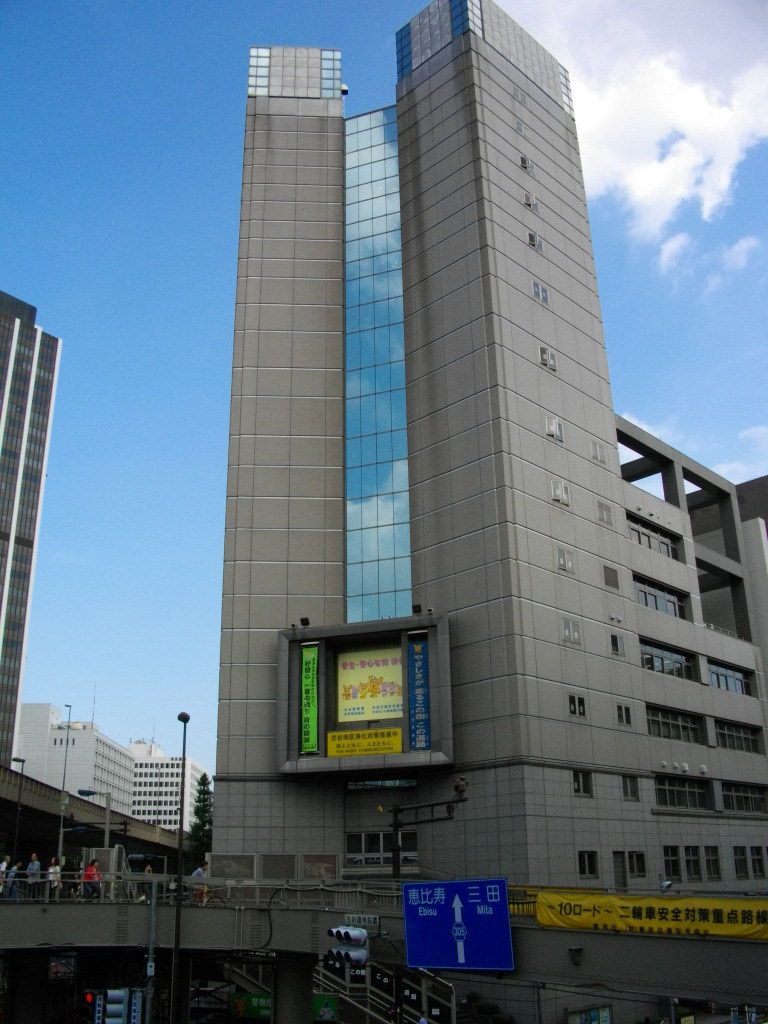
渋谷警察署

渋谷警察署（しぶやけいさつしょ）は、警視庁が管轄する警察署の一つである。渋谷駅至近の国道246号（青山通り）と明治通りの交差点に立地し、現在の庁舎は高さ61.6mで、1995年に竣工したものである。
渋谷区の南部を管轄する。署員数およそ540人、東京都屈指の大規模警察署であり、警察署長の階級は警視正。
識別章所属表示はOJ。

## 所在地
- 東京都渋谷区渋谷三丁目8番15号
  - 最寄駅：JR東日本・東急・京王・東京メトロ渋谷駅

渋谷駅東口とは明治通り・首都高速3号渋谷線と点対称の位置にある。

## 管轄区域
渋谷区
- 渋谷一・二・三・四丁目（全域）
- 東一・二・三・四丁目（全域）
- 広尾一・二・三・四・五丁目（全域）
- 恵比寿一・二・三・四丁目（全域）
- 恵比寿南一・二・三丁目（全域）
- 恵比寿西一・二丁目（全域）
- 代官山町（全域）
- 猿楽町（全域）
- 鉢山町（全域）
- 鶯谷町（全域）
- 桜丘町（全域）
- 南平台町（全域）
- 神泉町（全域）
- 円山町（全域）
- 道玄坂一・二丁目（全域）
- 松濤一・二丁目（全域）
- 神山町（全域）
- 宇田川町（全域）
- 神南一丁目（神南二丁目は代々木警察署の管轄）
- 神宮前五丁目の一部（22・33番の各一部、34番から53番）、六丁目の一部（12・14番の各一部、15番から26番、27番の一部）（それ以外の神宮前は原宿警察署の管轄）

## 沿革
- 1909年 - 新宿警察署渋谷分署開設
- 1916年 - 渋谷警察署に昇格。
- 1995年 - 現庁舎に改築。

## 組織
- 警務課
- 会計課
- 交通課
- 警備課
- 地域課
- 刑事課
- 生活安全課
- 組織犯罪対策課

## 交番
- 宇田川交番（渋谷区宇田川町31番6号）

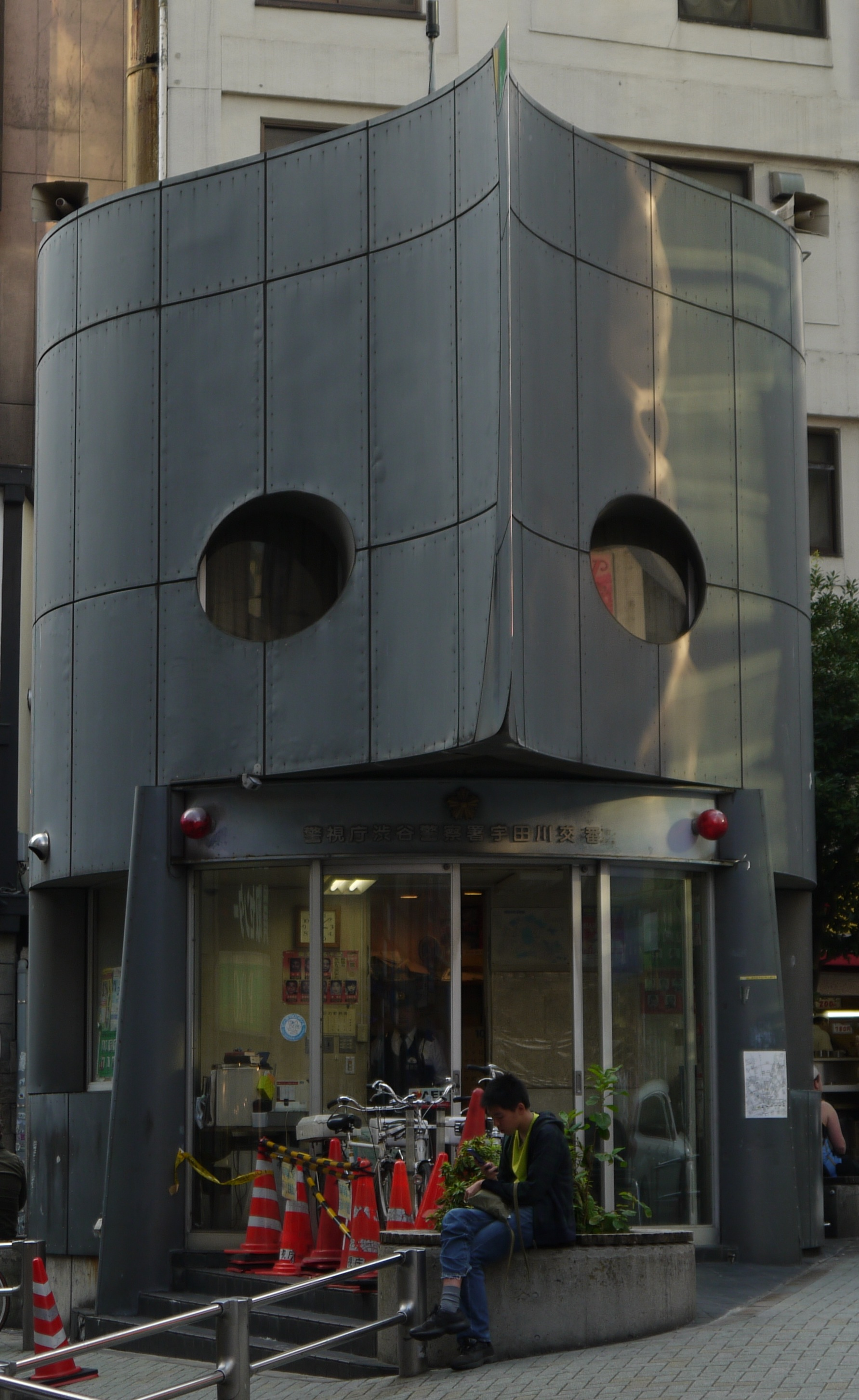
宇田川交番

- 恵比寿駅前交番（渋谷区恵比寿南一丁目5番5号）
- 恵比寿四丁目交番（渋谷区恵比寿四丁目21番11号）
- 渋谷駅前交番（渋谷区道玄坂二丁目1番1号）
- 代官山交番（渋谷区猿楽町30番5号）
- 道玄坂上交番（渋谷区円山町3番7号）
- 常磐松交番（渋谷区東四丁目2番1号）
- 日赤病院前交番（渋谷区広尾三丁目8番8号）
- 鉢山交番（渋谷区鉢山町2番2号）
- 東交番（渋谷区東二丁目23番1号）
- 広尾五丁目交番（渋谷区広尾五丁目20番6号）
- 美竹交番（渋谷区渋谷一丁目18番27号）

## 主な出来事

### 新型コロナウイルス感染
- 2020年4月12日、警視庁は、渋谷警察署に留置中の20代の男が新型コロナウイルスに感染したと発表した。取り調べや病院護送などで接触があった同署の警察官ら計10人を自宅待機とした。男は頭痛を訴え発熱を繰り返したため東京都の病院でPCR検査を行い陽性と判明、警視庁本部の施設で単独留置している。男と同室だった留置人や接見した弁護士ら計5人は症状はないという。同署では、8日にも50代の留置人の感染が確認され、感染経路はわかっていない。同庁で留置人の感染が確認されたのは2人目[1][2]。

## 主な事件
- 渋谷事件（1946年7月の事件。渋谷警察署と暴力団ないし愚連隊と、台湾系華僑グループとの間で生起した終戦直後の抗争事件。）
- 渋谷暴動事件（1971年11月の事件。新左翼の中核派による渋谷周辺一帯での大規模暴動事件。渋谷駅前派出所などが火炎瓶攻撃を受けるなど、警察官1名が殉職している。）
- 酒井法子夫妻覚醒剤使用事件（2009年8月の事件。押尾学事件の報道直後、酒井法子夫妻覚醒剤使用事件が発覚し、酒井夫妻に対する報道が過熱化した。）
- トルコ人男性職務質問もみあい事件（2020年5月22日の事件。警察官が恵比寿駅付近で自動車を停車させ、運転手のトルコ国籍の男性に対して職務質問を行った。この最中にもみ合いとなり、男性は過剰で暴力的な職務質問で精神的苦痛を受けたとして、後日、東京都と警視庁に対し慰謝料500万円を要求する訴えを起こした。また、この職務質問の様子を撮影した動画がSNSで拡散、渋谷警察署周辺で抗議デモも行われた[3]。2022年12月14日、東京地方裁判所は東京都に対して5万円の支払いを命じる判決を下した。なお、男性は判決直前の同年12月7日に事故により死亡していた[4]。）

### 未解決事件
- 東電OL殺人事件（1997年3月の事件。当初無期懲役判決により服役していたネパール国籍の男性が、新証拠による再審の末に無罪とされた。また、警察捜査の段階で見立て（筋書き）に沿った供述調書が採られた冤罪事件とされている。）